# گی دوفو
گی دوفو (فرانسوی: Guy Dufaux‎؛ تلفظ فرانسوی: [gi dyfo]؛ زادهٔ ۱۸ ژوئیهٔ ۱۹۴۳) یک فیلم‌بردار، و کارگردان فیلم اهل کانادا است.
از فیلم‌ها یا مجموعه‌های تلویزیونی که وی در آن‌ها نقش داشته‌است، می‌توان به پلی‌گراف اشاره نمود.